# Dinah Eckerle
Dinah Eckerle, född 16 oktober 1995 i Leonberg i Tyskland, är en tysk handbollsmålvakt. Hon valdes till årets handbollsspelare  i Tyskland 2020.

## Klubbkarriär
Dinah Eckerle spelade i sin ungdom i GSV Hemmingen [3] och därefter för TSF Ditzingen. Hon flyttade som 14-åring till Thüringer HC. I Erfurt gick hon på Pierre-de-Coubertin-Gymnasium. Sommaren 2011 flyttades hon upp i A-truppen av tränaren Herbert Müller i Thüringer. Säsongen 2011/2012 var Dinah Eckerle andremålvakt bakom Maike März i klubben efter att Adriana Stefani Gava återvänt till Brasilien. Hon var då den yngsta spelaren i Bundesliga. Hon debuterade 16 november 2011 mot HSG Bad Wildungen. 2012 vann hon sitt första tyska mästerskap med THC. Efter värvningen av den serbiska målvakten Katarina Tomašević, som skrev på ett ettårskontrakt, blev Dinah Eckerle åter tredjemålvakt i klubben säsongen 2012/13. Då  Thüringer sedan värvade Jana Krause blev Dinah Eckerle även säsongen 2013/2014 tredjemålvakt. Säsongen 2014/2015 vann hon sitt fjärde tyska mästerskap med Thüringer HC nu som andramålvakt tillsammans med Jana Krause. Säsongen 2018/2019 skrev hon kontrakt med SG BBM Bietigheim. Sommaren 2020 skulle hon spela för den ungerska klubben Siófok KC. Redan i slutet av oktober 2020 sades kontraktet upp i ömsesidigt samtycke. Eckerle spelade sedan för franska Metz HB. Efter en säsong flyttade hon sommaren 2021 danska Team Esbjerg. Med Esbjerg vann hon den danska cupen 2021. Från augusti 2022 tog hon en paus på grund av graviditet. Hon återvände sedan till Thüringer HC sommaren 2023.

## Landslagskarriär
Eckerle deltog i U20-VM 2014 med det tyska U20-landslaget. Hon valdes efter turneringen in i All-Star-Team. Hon debuterade i Tysklands damlandslag i handboll mot Polen den 25 november 2015 i Leipzig. Efter olympiska sommarspelen 2024, där hon inte spelade utan var uttagen som tredje målvakt, avslutade Eckerle sin karriär med landslaget i augusti 2024. Hon spelade 79 matcher för landslaget där hon noterades för tre mål. Hon spelade för Tyskland i EM 2016, 2018 och 2020 och VM 2017, 2019 och 2021.

## Meriter i klubblag
- Vinnare av tyska mästerskapet 7 gånger 2012, 2013, 2014, 2015, 2016, 2018 med Thüringer HC och 2019 med SG BBM Bietigheim.
- Vinnare av tyska cupen 2013 med Thüringer HC.
- Vinnare av danska cupen 2021 med Team Esbjerg.